# Byron Saxton
Bryan Jesus Kelly (20 de agosto de 1981) es un comentarista y presentador de lucha libre profesional y exluchador profesional estadounidense. En la actualidad trabaja para la WWE, donde trabaja como entrevistador en Raw y como comentaristas en WWE Main Event y WWE NXT: Level Up bajo su nombre más conocido de Byron Saxton. 
Fue parte de la cuarta temporada de NXT como competidor.

## Carrera

### World Wrestling Entertainment / WWE (2010-presente)

#### NXT(2010–2014)
En el final de la tercera temporada de NXT el 30 de noviembre se anunció que Saxton sería competidor en la cuarta temporada, con Chris Masters como su mentor. Hizo su debut en el ring el 14 de diciembre en un episodio de NXT, como face, haciendo equipo con Masters en una lucha donde fue derrotado por Brodus Clay y su mentor, Ted DiBiase. A comienzos de esa noche, Saxton ganó el reto de karaoke, obteniendo un punto hacia la inmunidad de la eliminación. Obtuvo su primera victoria en el siguiente episodio cuando se unió con Masters y la diva Natalya para derrotar a Clay, DiBiase y Maryse en un six-person mixed tag team match. El 4 de enero de 2011 en NXT, Dolph Ziggler se convirtió en el nuevo Pro de Saxton, después de que Ziggler ganó un Battle royal por el derecho a elegir un nuevo novato y así eligió a Saxton, cambiando Saxton a heel. En el episodio del 8 de febrero de NXT, Saxton fue eliminado. El 8 de marzo Saxton fue seleccionado como uno de los seis exconcursantes de NXT para volver en su quinta temporada de NXT Redemption. Durante esta temporada, fue apadrinado por Yoshi Tatsu como su Pro, cambiando a face. Cambio a heel a atacar a su pro Yoshi Tastu. Sin embargo el 31 de mayo fue eliminado de NXT 
2013, Actualmente es comentarista en NXT con William Regal y Jim Ross cambiando a face. En Anteriores NXT, tuvo problemas con Antonio Cesaro por tocar la Bandera de los Verdaderos Estadounidenses, saliendo Regal a Defenderlo. Hizo una Aparición como Entrevistador en WWE Raw de 10 de febrero de 2014, entrevistando a Sheamus.

#### Roster principal (2015 - presente)
El 1 de enero, en wwe.com fue anunciado el nuevo roster de comentaristas de Raw y Smackdown para 2015, el cual anunció que Saxton formaría parte de los comentarios de Smackdown, junto a Jerry "The king" Lawler y Michael Cole (el cual debutaría el 2 de enero).
En la edición de Raw del 30 de marzo de 2015, la noche posterior a WrestleMania 31, Saxton y Lawler reemplazaron a Cole, JBL y Booker T después de que Brock Lesnar los atacara brutalmente. Desde el episodio del 8 de junio, Saxton completó los comentarios de Booker T , quien sería uno de los entrenadores en la sexta temporada de WWE Tough Enough, con Jimmy Uso reemplazando a Saxton en SmackDown. En julio, se convertiría en el nuevo presentador del programa de WWE Network, Tough Talk. Después de que Tough Enough cesara sus transmisiones, Saxton se mantuvo como comentarista de Raw de forma permanente y Booker T fue trasladado a SmackDown. En diciembre de 2015, Saxton dejó el equipo comentaristas de NXT y se reincorporó a SmackDown junto con Mauro Ranallo, reemplazando a Booker T y Rich Brennan. 
En 2016, Saxton fue transferido de SmackDown a Raw debido al Draft en julio de dicho año, teniendo a Corey Graves como nuevo colega en la mesa de transmisiones.
Hasta el 10 de abril, aun pertenecía a la mesa de comentarios de Raw, pero debido al Superstar Shake-up 2017 fue anunciado después del programa Raw a través de los medios sociales de la WWE. Su envió a la marca azul SmackDown Live a cambio de David Otunga a Raw.
El 27 de enero de 2020, Saxton regresó al equipo de comentaristas de 'Raw junto a Tom Phillips y Jerry Lawler. El 15 de mayo, se convirtió también en comentarista de 205 Live. 
En el episodio del 4 de noviembre de 2021 de Raw, Saxton cubrió a Corey Graves para ganar el Campeonato 24/7 de la WWE, pero lo perdió segundos después ante Drake Maverick.

## Campeonatos y logros
- Southern Championship Wrestling
  - SCW Florida Tag Team Championship (1 vez) – con Chris Nelson[1]
- United States Championship Wrestling
  - USCW Heavyweight Championship (1 vez)[1]
- Pro Wrestling Illustrated
  - Situado en el Nº223 en los PWI 500 de 2011[10]
  - Situado en el Nº253 en los PWI 500 de 2012[11]
- World Wrestling Entertainment/WWE
  - WWE 24/7 Championship (1 vez)